# Black Dog (노래)
〈Black Dog〉는 영국의 하드 록 밴드 레드 제플린의 1971년 네 번째 음반의 오프닝 곡이다. 그 곡은 미국과 호주에서 〈Misty Mountain Hop〉로 싱글로 발매되었고 빌보드 핫 100에서 15위에 올랐으며 호주에서 10위에 올랐다.
2004년에, 이 노래는 2010년에 300위에 오르기 전에 《롤링 스톤》이 선정한 역사상 가장 위대한 노래 500곡에서 294위에 올랐다. 음악 사회학자 디나 와인스타인은 〈Black Dog〉를 "가장 즉각 알아볼 수 있는 레드 제플린 트랙 중 하나"라고 부른다.

## 같이 보기
- 셔크